# Hazeus maculipinna
Hazeus maculipinna is een straalvinnige vissensoort uit de familie van grondels (Gobiidae). De wetenschappelijke naam van de soort werd voor het eerst geldig gepubliceerd in 1993 door John Ernest Randall en Menachem Goren.